# Малка базилика (Хераклея Линкестис)
Малката базилика или Базилика А (на македонска литературна норма: Мала базилика) е раннохристиянска православна базилика, чиито руини са открити в античния град Хераклея Линкестис, край Битоля, Северна Македония.

## История
Малката базилика в Хераклея е функционирала, с няколко фази и преустройства, от края на IV до края на VI век.

## Описание
Наосът е разделен на три кораба с две колонади. На изток завършва с апсида, която отвътре е кръгла и съдържа седалки за свещеници, а отвън е правоъгълна. Олтарното пространство е украсено с мозайка в техниката opus sectile и е отделено с мраморна преграда, а страничните кораби са настлани с подови тухли.
Западно от наоса има още две помещения, които са му диспропорционални. Първото помещение е било кръщелня, а следващото на запад, постлано с мозайка в техниката opus tessallatun – катехумен. След изграждането на Голямата базилика, функциите на тези две помещения вероятно са променени.